# Del Rey Manga
Del Rey Manga es una editorial estadounidense, perteneciente a Ballantine Books, subsidiaria de Random House, división de publicaciones de Bertlesmann. Fue fundada como una parte de la relación con la editorial japonesa Kōdansha. Algunos de sus títulos más conocidos son Tsubasa y xxxHolic, que también son publicados en México por Grupo Editorial Vid y en el Reino Unido por Tanoshimi.

## Mangas publicados por Del Rey Manga
| Nombre                            | Mangaka                                               | Volúmenes        |  |
| --------------------------------- | ----------------------------------------------------- | ---------------- |  |
| A Perfect Day for Love Letters    | George Asakura                                        |                  |  |
| Air Gear                          | Oh! Great                                             | 11/19            |  |
| Alive                             | Tadashi Kawashima (Historia) y Adachitoka (Arte)      | 07/14            |  |
| Basilisk                          | Futaro Yamada (Historia) y Masaki Segawa (Arte)       | 05/05 (Completo) |  |
| Dragon Eye                        | Kairi Fujiyama                                        | 07/09            |  |
| ES (Eternal Sabbath)              | Fuyumi Soryo                                          | 08/09            |  |
| Fairy Tail                        | Hiro Mashima                                          | 05/10+           |  |
| Free Collars Kingdom              | Takuya Fujima                                         | 03/03 (Completo) |  |
| Gacha Gacha                       | Hiroyuki Tamakoshi                                    | 14/16+           |  |
| Genshiken                         | Shimoku Kio                                           | 09/09 (Completo) |  |
| Ghost Hunt                        | Shiho Inada (Historia y Arte) and Fuyumi Ono (Novela) | 09/10+           |  |
| Guru Guru Pon-chan                | Satomi Ikezawa                                        | 09/09 (Completo) |  |
| Jigoku Shoujo                     | Miyuki Eto                                            |                  |  |
| Kagetora                          | Akira Segami                                          | 11/11            |  |
| Kamichama Karin chu               | Koge-Donbo                                            |                  |  |
| Kitchen Princess                  | Miyuki Kobayashi (Historia) y Natsumi Ando (Arte)     | 09/09+           |  |
| Kurogane                          | Kei Toume                                             | 05/05 (Completo) |  |
| Le Chevalier D'Eon                | Tow Ubukata (Historia) y Kiriko Yumeji (Arte)         | 06/06+           |  |
| Love Roma                         | Minoru Toyoda                                         | 01/05            |  |
| Mahō Sensei Negima                | Ken Akamatsu                                          | 21/24+           |  |
| Mamotte! Lollipop                 | Michiyo Kikuta                                        | 01/07            |  |
| Mermaid Melody: Pichi Pichi Pitch | Michiko Yokote (Historia) y Pink Hanamori (Arte)      | 07/07            |  |
| Mobile Suit Gundam Seed           | Masatsuga Iwase                                       |                  |  |
| Mobile Suit Gundam SEED Destiny   | Masatsuga Iwase                                       | 05/05            |  |
| Mushishi                          | Yuki Urushibara                                       | 07/09            |  |
| My Heavenly Hockey Club           | Ai Morinaga                                           |                  |  |
| Nodame Cantabile                  | Tomoko Ninomiya                                       |                  |  |
| Othello                           | Satomi Ikezawa                                        | 07/07 (Completo) |  |
| Parasyte                          | Hitoshi Iwaaki                                        |                  |  |
| Pastel                            | Toshihiko Kobayashi                                   |                  |  |
| Princess Resurrection             | Yasunori Mitsunaga                                    |                  |  |
| Psycho Busters                    | Yuya Aoki (Historia) y Akinari Nao (Arte)             |                  |  |
| Q·Ko-chan: The Earth Invader Girl | Hajime Ueda                                           |                  |  |
| Sayonara Zetsubō Sensei           | Kōji Kumeta                                           |                  |  |
| School Rumble                     | Jin Kobayashi                                         |                  |  |
| Shiki Tsukai                      | To-Ru Zekuu(Historia) y Yuna Takanagi (Arte)          |                  |  |
| Shugo Chara!                      | Peach Pit                                             |                  |  |
| Sugar Sugar Rune                  | Moyoco Anno                                           |                  |  |
| The Wallflower                    | Tomoko Hayakawa                                       |                  |  |
| Densha Otoko(Shoujo)              |                                                       |                  |  |
| Tsubasa: Reservoir Chronicle      | CLAMP                                                 |                  |  |
| xxxHolic                          | CLAMP                                                 |                  |  |

### Marvel
En el 2007 en el Festival de Anime de Nueva York se anunció que Del Rey Manga podría asociarse con Marvel Comics para producir la versión en Manga de sus títulos, como X-Men: El Manga, con variaciones en los hechos sucedidos.